# Рольф Вікстрем

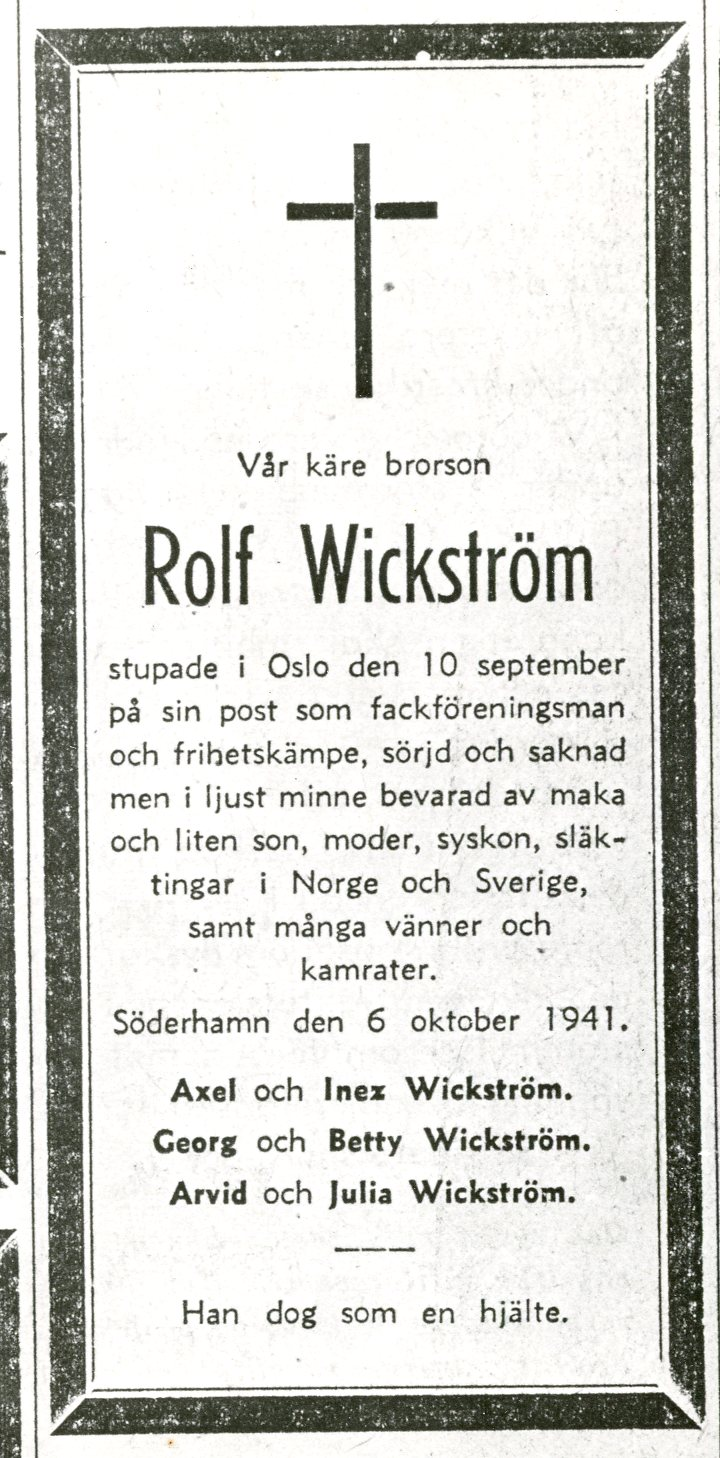
Некролог Вікстрему у шведській газеті «Соціал-демократ»

Рольф Вікстрем (норв. Rolf Wickstrøm) (9 грудня, 1912, Крістіанія — 10 вересня 1941, Осло) — норвезький профспілковий діяч. Розстріляний німецькою окупаційною владою за організацію страйку.

## Біографія
Рольф Вікстрем народився 9 грудня 1912 року у сім'ї робітників. Крім нього, в родині ще було 7 дітей. Довгий час Рольф не міг знайти постійну роботу, поки в 1935 році не влаштувався зварником на вагоноремонтний завод в Осло.
26 березня 1938 року Рольф Вікстрем одружився з дочкою знайомого токаря Сигне Ельвірою Говінд (1913—1996). Цього ж року у них народився син Тор.
У 1940 році Вікстрем був обраний керівником профспілки на вагоноремонтному заводі. Спершу на цій посаді він відрізнявся відсутністю радикалізму і схильністю до компромісів у трудових спорах з роботодавцем.
Однак, після переобрання у 1941 році, Вікстрем став прихильником більш рішучих дій. Через підбурювання Вікстрема, робітники вагоноремонтного заводу 1 травня 1941 року залишили о 12:00 свої робочі місця і розійшлися по домівках. Даний приклад був підхоплений і декількома іншими підприємствами Осло. Німці побачили в цьому небезпечну передумову майбутньої громадянської непокори і Вікстрем разом з іншими профспілковими діячами був заарештований 19 травня і поміщений у в'язницю. Але через прагнення окупаційної влади залагодити справу миром, 26 травня Вікстрем звільнений з-під варти.
У вересні 1941 року в Норвегії почалися перебої з продовольством. Німецька окупаційна влада перестали видавати норвезьким робітникам «молочний пайок». Це стало останньою краплею, що переповнила чашу терпіння, і 9 вересня 1941 року в Осло розпочалася грандіозний страйк робітників, в якому взяло участь 25 тисяч осіб. В історії він став відомий як молочний страйк. Головними організаторами страйку були адвокат Вігго Ганстеен і профспілковий діяч Рольф Вікстрем.
Глава Рейхскомісаріату Норвегія Йозеф Тербовен вирішив скористатися ситуацією, що склалася для розгрому норвезького профспілкового руху. За його вказівкою 9 вересня Вігго Ганстеен і Рольф Вікстрем були заарештовані.
Наступного дня, 10 вересня, по всьому Осло пройшли масові арешти, в ході яких у в'язниці було посаджено сотні норвезьких робітників.
В той же день, Тербовен, для залякування населення, наказав розстріляти Ганстеена і Вікстрема.
Рольф Вікстрем і Вігго Ганстеен стали першими норвезькими громадянами, страченим німецькою окупаційною владою.